# 1875 في الأرجنتين
فيما يلي قوائم الأحداث التي وقعت خلال عام 1875 في الأرجنتين.

## سياسة

### تعيين في المنصب
- 29 مايو – دومينغو فاوستينو سارمينتو عضو مجلس الشيوخ الأرجنتيني.

## مواليد

### مارس
- 4 مارس – إنريكي لاريتا

## وفيات

### أبريل
- 24 أبريل – خوانا بولا مانسو (مواليد 1819) كاتبة أرجنتينية.